# Medalha Faraday
A Medalha Faraday da Institution of Electrical Engineers (IEE) é um prêmio anual para notáveis avanços científicos ou industriais na área técnica ou pela promoção da ciência e tecnologia. O prêmio é concedido sem considerar afiliação à IEE ou nacionalidade. Foi instituído em 1922, em comemoração do 50º aniversário da primeira reunião da Society of Telegraph Engineers (antecessora da IEE). Leva o nome de Michael Faraday.
O prêmio é atualmente concedido pela Institution of Engineering and Technology (IET).

## Laureados
- 1922: Oliver Heaviside
- 1923: Charles Algernon Parsons
- 1924: Sebastian Ziani de Ferranti
- 1925: Joseph John Thomson
- 1926: Rookes Evelyn Bell Crompton
- 1927: Elihu Thomson
- 1928: John Ambrose Fleming
- 1929: Guido Semenza
- 1930: Ernest Rutherford
- 1931: Charles Hesterman Merz
- 1932: Oliver Lodge
- 1933: Não houve premiação
- 1934: Frank Edward Smith
- 1935: Frank Baldwin Jewett
- 1936: William Henry Bragg
- 1937: André Blondel
- 1938: John Snell
- 1939: William David Coolidge
- 1940: Alexander Russell
- 1941: Arthur Percy Morris Fleming
- 1942: Pyotr Kapitsa
- 1943: Archibald Page
- 1944: Irving Langmuir
- 1945: Clifford Paterson
- 1946: Edward Appleton
- 1947: Leonard Pearce
- 1948: Marcus Oliphant
- 1949: Charles Samuel Franklin
- 1950: James Chadwick
- 1951: Thomas Eckersley
- 1952: Ernest Lawrence
- 1953: A. Stanley Angwin
- 1954: Isaac Shoenberg
- 1955: John Cockcroft
- 1956: George William Osborn Howe
- 1957: Waldemar Borgquist
- 1958: Gordon Radley
- 1959: Luigi Emmannueli
- 1960: George Paget Thomson
- 1961: Julius Adams Stratton
- 1962: Basil Schonland
- 1963: P. M. J. Ailleret
- 1964: Joseph Ronald Mortlock
- 1965: Vladimir Zworykin
- 1966: John Ashworth Ratcliffe
- 1967: Harold Barlow
- 1968: Leslie Herbert Bedford
- 1969: Philip Sporn
- 1970: Charles William Oatley
- 1971: Martin Ryle
- 1972: Frederic Calland Williams
- 1973: Nevill Francis Mott
- 1974: G. Millington
- 1975: John Millar Meek
- 1976: Thomas Otten Paine
- 1977: John Adams
- 1978: E. Friedlander
- 1979: Robert Noyce
- 1980: Eric Ash
- 1981: Maurice Vincent Wilkes
- 1982: Brian David Josephson
- 1983: W. A. Gambling
- 1984: Alexander Lamb Cullen
- 1985: Charles Antony Richard Hoare
- 1986: E. D. R. Shearman
- 1987: David Davies
- 1988: Cyril Hilsum
- 1989: Charles Kao
- 1990: Peter Lawrenson
- 1991: Alan Rudge
- 1992: L. Solymar
- 1993: Alexander MacFarlane
- 1994: John Parnaby
- 1995: John David Rhodes
- 1996: S. C. Miller
- 1997: John Midwinter
- 1998: Roger Needham
- 1999: P. A. McKeown
- 2000: Michael Brady
- 2001: Chris Harris
- 2002: Robin Saxby
- 2003: Richard Friend
- 2004: Peter Grant
- 2005: Azim Premji
- 2006: John McCanny
- 2007: Steve Furber
- 2008: Josef Kittler
- 2009: Martin Sweeting
- 2010: Donal Bradley
- 2011: Donald Knuth
- 2012: Leonardo Chiariglione
- 2013: Michael Pepper
- 2014: Christofer Toumazou
- 2015: Kees Schouhamer Immink
- 2016: Andrew Harter
- 2017: Bjarne Stroustrup[1]
- 2018: não concedida
- 2019: Peter Knight
- 2020: Bashir Al-Hashimi[2]
- 2021: John E E Fleming[3]